# Restituta di Sora
Santa Restituta di Sora (Roma, ... – Sora, 275) secondo la tradizione fu una nobile romana, torturata e decapitata presso Carnarium, l'attuale Carnello (Sora). È venerata dalla Chiesa cattolica come santa e martire, protettrice della città di Sora e della diocesi di Sora-Cassino-Aquino-Pontecorvo.

## Agiografia e culto

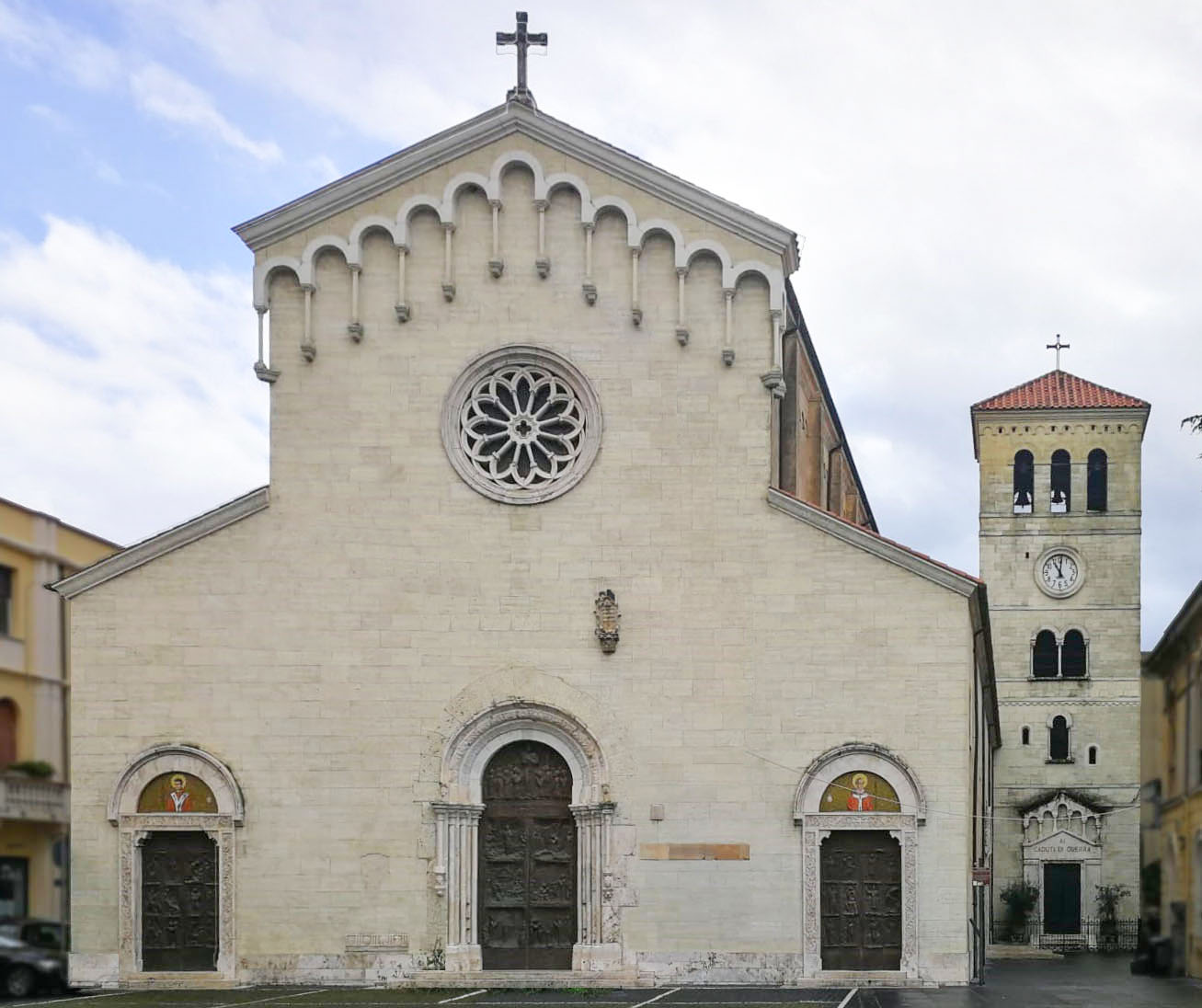
Chiesa di Santa Restituta a Sora

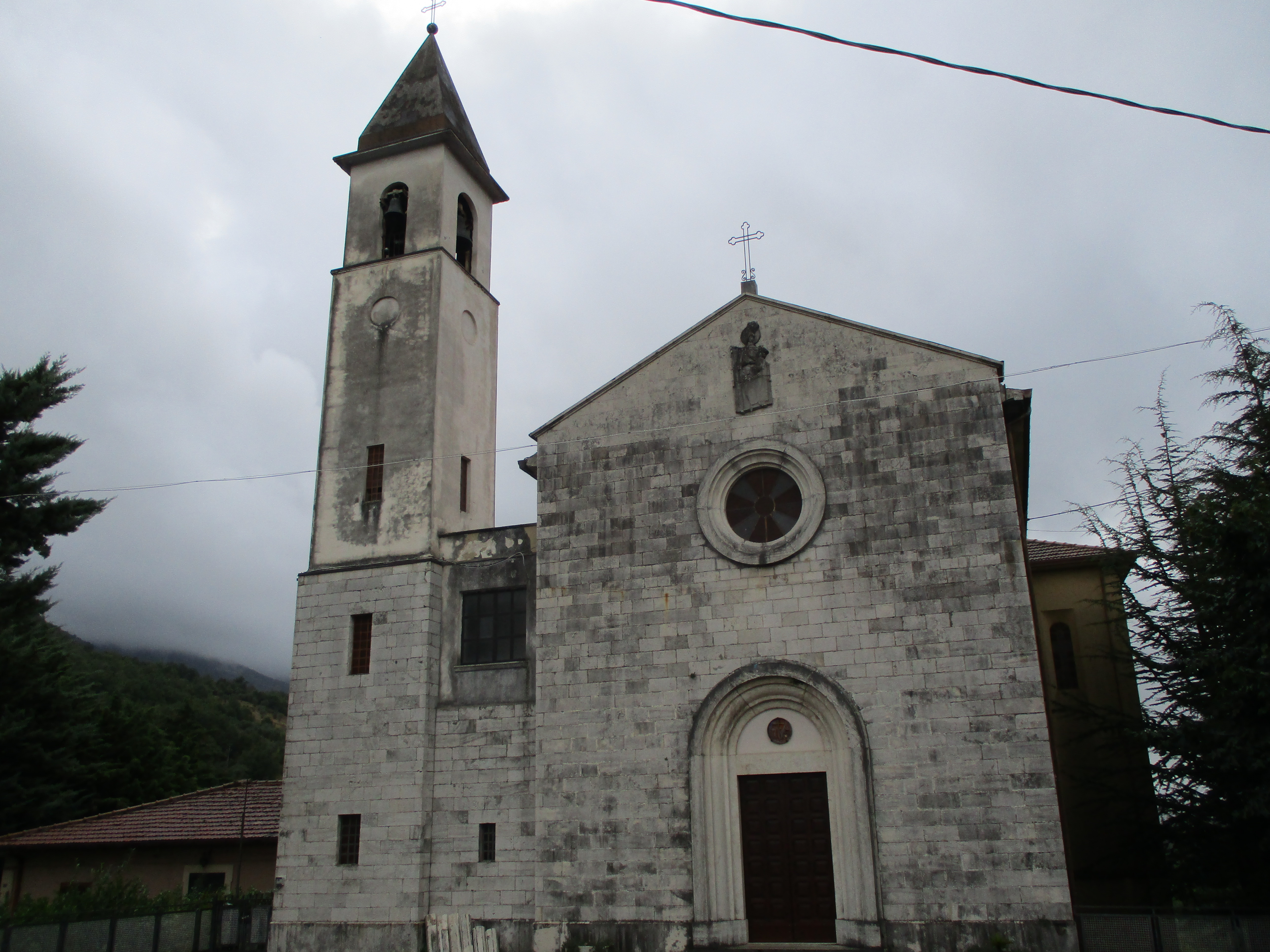
Chiesa di Santa Restituta a Morrea Inferiore

Una delle tradizioni vuole che appartenesse all'illustre famiglia discendente dalla romana gens Anicia. Condotta da Roma a Sora da un angelo per evangelizzare la città, sembra che ella rifiutasse i suoi numerosi spasimanti e che un giorno, chiusa in preghiera, abbia visto l'arcangelo Gabriele che le annunziò il suo destino di santità e martirio. Poco dopo la visione angelica fu soggetta alla tentazione del diavolo, il quale le mostrò come sarebbe stata uccisa dai romani se avesse difeso il vangelo. Infine vide lo stesso Gesù che le assegnò il compito di evangelizzare Sora e che dopo averla addormentata, la fece trasportare per mezzo di un angelo, come il profeta Abacuc, nella città lirinate.
A Sora la fanciulla compì il suo primo miracolo, curando dalla lebbra Cirillo, il quale si convertì al cristianesimo. Divenuta celebre in città per le sue opere, essa stessa affermava di essere stata mandata direttamente da Cristo per salvare la città di Sora. Intervenne contro la sua missione allora il console Agazio, che prima volle rendersi conto dei miracoli della cristiana e poi, colpito dalla sua bellezza, chiese di sposarla. Al suo rifiuto, Agazio ordinò per Restituta torture e carcerazione ma i militari che ne gestivano il controllo vennero rapidamente convertiti e battezzati da Cirillo. Agazio, rifiutato una seconda volta, dispose che la santa, Cirillo e due dei nuovi convertiti venissero decapitati presso Carnello, sulle sponde del fiume Fibreno il giorno 27 maggio del 275. A quei tempi regnava l'imperatore Aureliano ed era stato da poco eletto papa Eutichiano.
I cristiani, con a capo il vescovo Amasio, raccolsero e seppellirono i quattro corpi nell'oratorio di una casa privata in Piazza del Mercato (in prossimità dell'attuale Piazza Santa Restituta). La tradizione continua poi nel descrivere il recupero delle loro teste, all'atto dell'esecuzione gettate nel fiume e miracolosamente ritrovate dal vescovo Amasio a cui la santa era apparsa in sogno. Sempre alla tradizione orale appartiene inoltre la narrazione di numerosi miracoli compiuti dalla santa a Sora e nel circondario.
A secoli di distanza si perse il ricordo del luogo di sepoltura dei martiri e soltanto nel 1683, sotto il vescovo Guzone, furono rinvenuti proprio nella chiesa di Santa Restituta, che era stata edificata poco dopo l'editto di Costantino (313)

### Chiese dedicate a santa Restituta
- Santa Restituta a Sora.
- Sant'Antonio e Santa Restituta a Carnello.
- Santa Restituta a Morrea Inferiore (località Le Rosce - Santa Restituta in comune di San Vincenzo Valle Roveto).
- Monastero e Chiesa di Santa Restituta di Narni
- Chiesa campestre di Santa Restituta a Borbona